# Stefano Venturi del Nibbio
Stefano Venturi del Nibbio war ein italienischer Komponist.

## Leben
Stefano Venturi lebte in der zweiten Hälfte des 16. Jahrhunderts vermutlich in Venedig und Florenz. Zwischen 1592 und 1598 ließ er diverse Madrigalbücher drucken. Zur Oper Il rapimento di Cefalo, welche aus Anlass der Feierlichkeiten zur Hochzeit der Maria de’ Medici am 5. Oktober 1600 in Florenz am 9. Oktober 1600 in den Uffizien aufgeführt wurde, steuerte er einen Teil der Musik bei.

## Werk
- Il primo libro de madrigali à cinque voci [Erstes Madrigalbuch für fünf Stimmen], 1592 bei Angelus Gardanus in Venedig gedruckt OCLC 62216361 RISM ID: 990066206
- Madrigali a quatro voci. gedruckt bei  Giacomo Vincenti, Venedig, 1594 RISM ID: 990066207
- Il terzo libro de madrigali a cinque voci [Drittes Madrigalbuch für fünf Stimmen], 1596 bei Giorgio Marescotti in Florenz gedruckt OCLC 751635509 RISM ID: 990066208 (Digitalisat des Royal Holloway Repository der University of London) Cosimo Ridolfi gewidmet.
- Il quarto libro de madrigali a cinque voci [Viertes Madrigalbuch für fünf Stimmen], 1598 bei den Erben von Girolamo Scotto in Venedig gedruckt OCLC 29406196 RISM ID: 990066209
- Eines seiner Madrigale wurde 1597 mit dem Text Sweet eyes, admiring you I am left hartles in der Sammlung Musica transalpina, Second booke von Nicolas Yonge aufgenommen.OCLC 1063634330[8]
- Il rapimento di Cefalo; rappresentato nelle nozze della cristianiss. regina di Francia e di Navarra, Maria Medici, di Gabriello Chiabrera. An der Musik dieses Werks arbeitete Stefano Venturi del Nibbio mit. Es wurde im Jahr 1600 bei Giorgio Marescotti in Florenz gedruckt. OCLC 751635509[4]